# 仁愛堂陳黃淑芳紀念中學
仁愛堂陳黃淑芳紀念中學（英語：Yan Oi Tong Chan Wong Suk Fong Memorial Secondary School，簡稱陳黃、CWSF、YOTCWSF；同學之間統稱為「陳黃人」）位於香港新界屯門旺賢街8號，毗鄰東灣莫羅瑞華學校以及明愛屯門馬登基金中學，創校於1985年，為屯門仁愛堂主辦之首間文法中學。

## 學校歷史
本校創辦人陳日新先生，MBE，JP，為紀念夫人陳黃淑芳女士，捐資仁愛堂，向政府申辦津貼中學。
由於1980年代初期，屯門區小一學位不足，該校為協助香港政府解決此難題，故先於1983年開辦小學部，至1991年最後一屆小學生畢業為止。2015/16學年為該校創校30周年校慶，故於2015年12月18日舉辦30周年校慶日。
該校以「全人發展，力臻至善」作為辦學理念，並以校訓「禮義廉恥」來訓勉學生進德修業，培養他們具有良好的品德及操守。
辦學宗旨：「全人發展，力臻至善」－學校首重對學生品德的教育，推動關愛文化，著重學生的全方位學習，培養終生自學的能力。

## 歷屆校監及校長
歷屆校監
- 1985年–2009年：陳飛龍先生[註 2]
- 2009年–2018年：吳偉光先生[註 3]
- 2018年–2023年：毛志成先生[註 4]
- 2023年–現在：張華強博士[註 4]

歷屆校長
- 1985年–1992年：陳慧珍女士
- 1992年–1997年：周振強先生
- 1997年–2013年：梁照良先生
- 2013年–2018年：蔡國光先生
- 2018年–現在：劉碧珊女士

## 學校設備
全校為一座標準連環型校舍，佔地面積8,000平方米，除有標準課室25間外，更有特別教室14間：Cafe de Chan Wong、Chan Wong Fitness、模擬酒店客房、茶藝室、魚菜共生系統、多媒體電腦室、語文教室、電腦室、中國文化室、物理實驗室、化學實驗室、生物實驗室、科學實驗室、地理室、音樂室、視藝室、家政室、校園電視台及科技學習中心，其中化學及科學實驗室設有入牆通風櫃。另有禮堂、圖書館、護理室、學生活動室、學生輔導室、升學輔導室及會議室；更設有小型足球場，又可改為手球場或兩個籃球場之用。
2018年9月，九龍巴士有限公司捐出一部已退役的2000年丹尼士三叉戟三型巴士予陳黃淑芳紀念中學，該巴士命名為「創藝巴士」，車廂將分別改為STEM教學工作室及視覺藝術的小型工作間，而巴士車身塗裝交由學生負責設計，以藝術及環保為重點，發揮學生藝術創意。
於2019年暑假期間，將有超過34年歷史的圖書館翻新，找來設計師打造充滿文青風的圖書館，置身在內如Cafe，更有多處打卡位，吸引學生逗留圖書館，從而發掘閱讀的樂趣。校內的「陳黃圖書館」進行了翻新工程，於同年11月完工並重新投入服務。新設計裝修的圖書館設計以簡約、舒適、大自然樹木顏色為主調，書架、書桌、自修室區、借書區都是用了大地色、白色配不同深淺綠色，加上善用窗邊採光及襯上山色風景，充滿大自然氣氛，不失文青格調。
該校校長劉碧珊表示學校有40年歷史，以往的圖書館設計都是舊式，四面都是牆，來圖書館的學生人數不多，希望藉翻新圖書館吸引現今學生多閱讀。校長非常滿意新圖書館，不禁表示「靚到嘩一聲」，真的多了很多學生來圖書館。校方找來設計師翻新圖書館，將美學概念融入校園，用了很多曲線弧度象徵「漣漪」及「樹冠」。在走廊改了大窗戶，讓學生走在長廊可以看到圖書館內部全景，被吸引入來。圖書館設有閱讀區、自修室區、小組討論區、借還書籍櫃枱、收納空間，亦可放置所有藏書，美觀之餘，實用度亦高。
此外，圖書館有一角開僻了一間課室「多媒體學習室」，設計一樣很美，層層楷級放在七彩坐墊，如小型戲院，希望融合資訊科技及影音設備，進一步提升學生學習興趣及效能。

## 班級結構及科目

### 班級結構
在新高中學制下，2018–19年度班級結構如下：
- 中一：4班
- 中二：4班
- 中三：4班
- 中四：4班
- 中五：4班
- 中六：4班

### 科目
以下是初中（中一至中三）及高中（中四至中六）開設的科目。
初中的科目包括：中國歷史、中國語文、化學、地理、家政、數學、普通話、普通電腦、歷史、物理、生活與社會（2013年之前校方稱為綜合人文科）、生物、科學、視覺藝術、設計與科技、音樂、體育、英國語文。
每名高中學生必修4科核心科目：
- 英國語文
- 中國語文
- 數學（另有數學延伸單元一，亦被稱為「M1」）
- 公民與社會發展科／通識教育

及由以下13科選修科目中選修兩科：
- 物理
- 化學
- 生物
- 資訊及通訊科技
- 中國文學
- 中國歷史
- 地理
- 歷史
- 旅遊與款待
- 經濟
- 企業、會計與財務概論
- 視覺藝術
- 設計與科技[2]（校方習慣稱設計與科技簡稱為「DT」或稱之為「D&T」）

## 爭議事件
時任校長蔡國光先生曾於2016年反對當時的大嶼山群育學校東灣莫羅瑞華學校遷至屯門，擔心「問題學生」對區內學生及社區造成滋擾。身兼教育評議會主席的蔡國光在2016年曾去信香港立法會教育事務委員會，反對在該校旁邊興建群育學校，認為群育學校所收容的學生有吸毒、援交、情緒、行為以至暴力問題，包括罔顧校紀、夜不歸家和離家出走等，擔心會對該校師生造成影響。
蔡國光校長發表聲明要求教育局在計劃建校時先做好諮詢，並且要「尊重不同持分者的意見」，當中錯誤引述教育局文件指「群育學校取錄黑社會等學生」，此番言論引發校友不滿，校友認為新界區本來就沒有群育學校，莫羅瑞華學校遷入正好為屯門和鄰近社區有不同需要的學生提供多一個選擇，批評蔡校長「欺善怕惡」，稱「社會已看到他的無知」。校方原定於2016年5月8日中午舉行記者會表達立場，惟校方於記者會開始前一個半小時臨時取消，蔡校長接受媒體訪問時解釋是因為在聽取老師意見後認為發表新聞稿比召開記者會較能簡單直接表達學校立場和避免誤解。惟該校僅就引述教育局文件內容不周全致歉，不撤回反對立場。群育學校校長和校友於電台節目中嚴斥蔡國光校長言論，認為其言論是抹黑和中傷。
5月9日，立法會教育事務委員會討論事件並一致支持大嶼山群育學校東灣莫羅瑞華學校搬遷至屯門的計劃，工聯會、新民黨以及一眾泛民議員也一致表態支持此計劃。當政府提交予工務小組及立法會財委會審批後，屯門新校舍工程於2016年第四季展開，並已於2019年第一季竣工。

## 著名校友
- 陳煒（1991年中五）：香港資深女藝人、著名影視女演員。
- 陳健安（2005年中七）（On仔）：男子歌唱組合C AllStar成員。
- 蕭欣浩（1999年中五）：嶺南大學中文系講師。

## 圖片庫

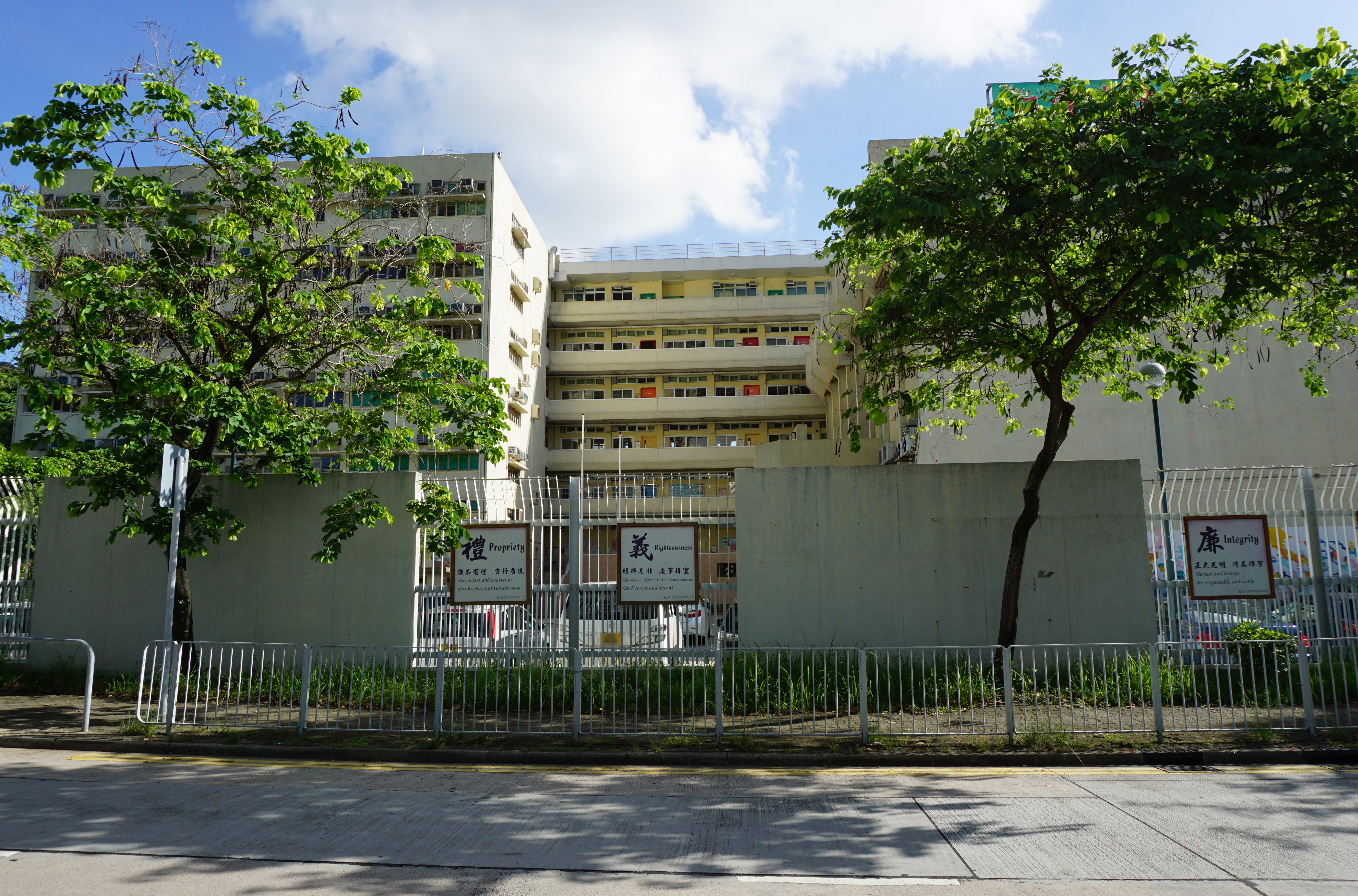
翻油前的仁愛堂陳黃淑芳紀念中學校舍（2016年6月）
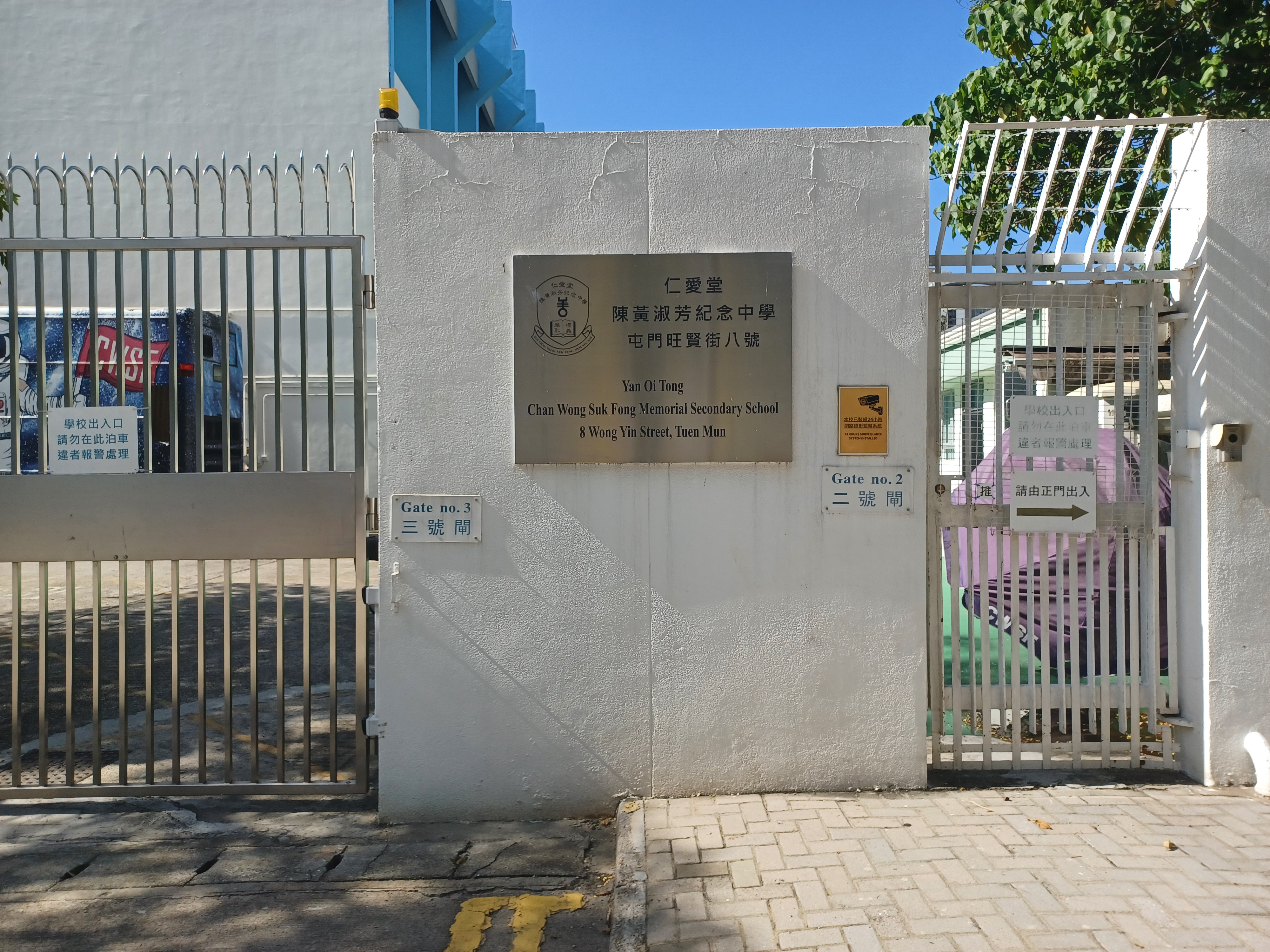
學校二號及三號閘，附有新設的門牌號碼
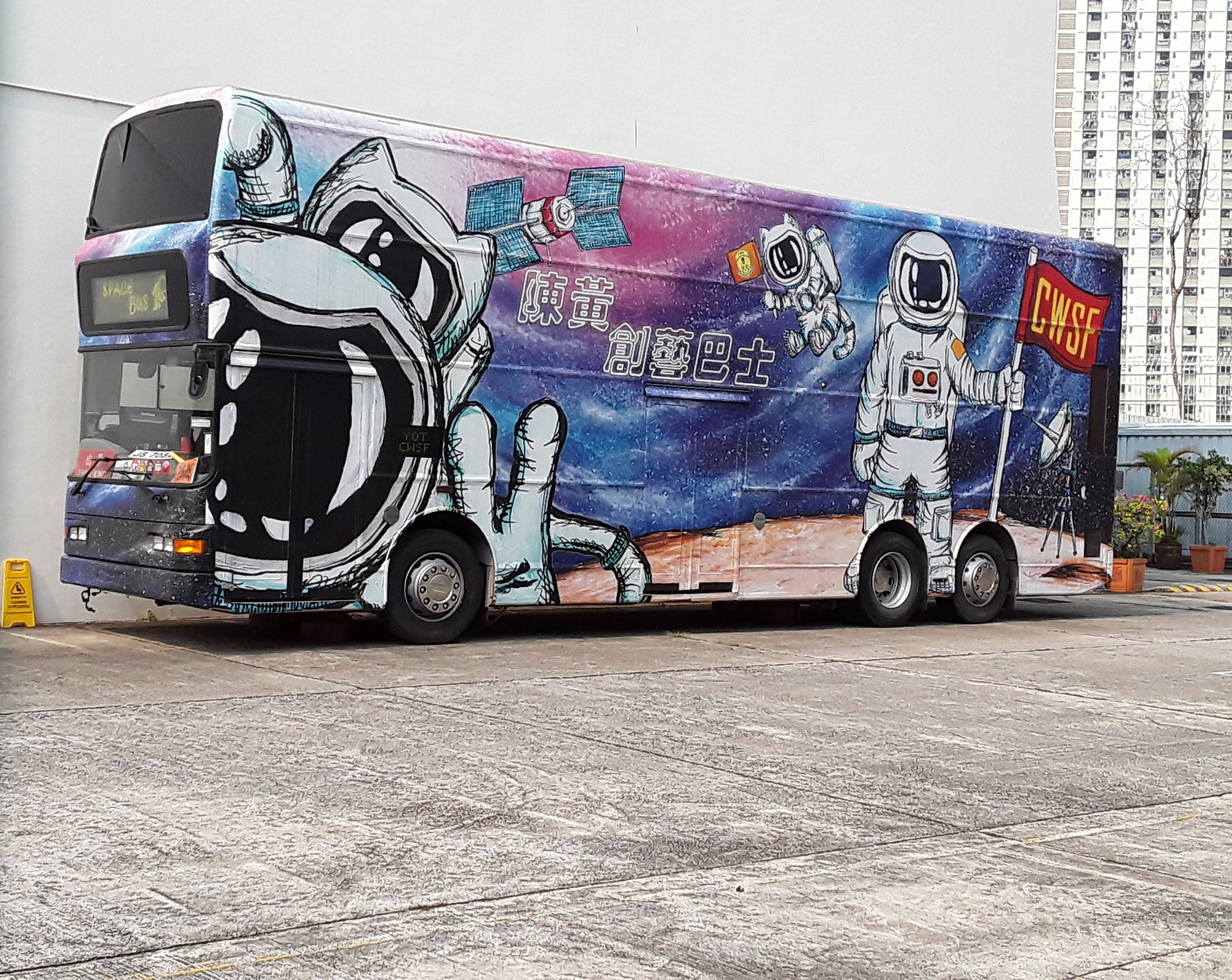
校內的創藝巴士
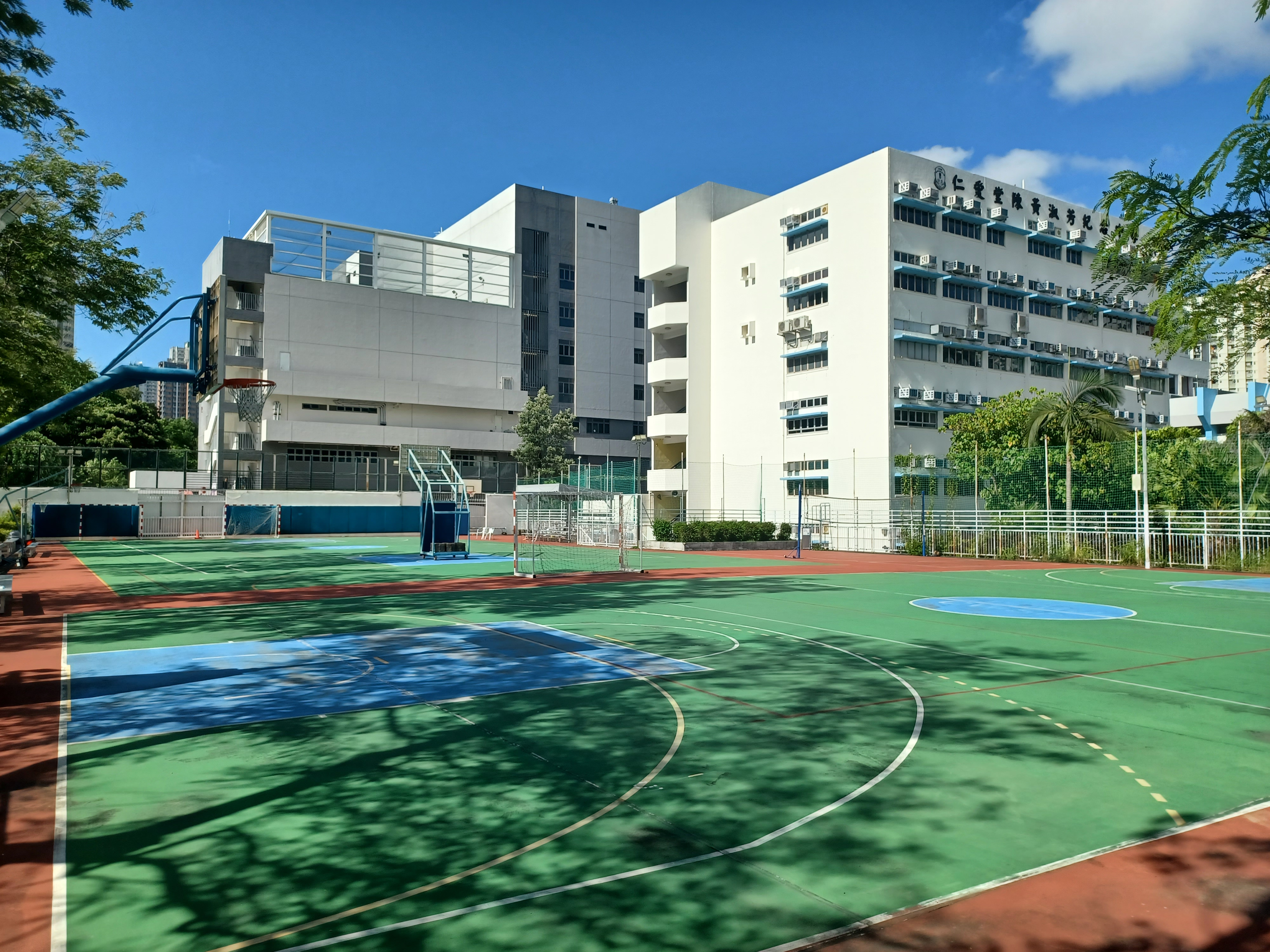
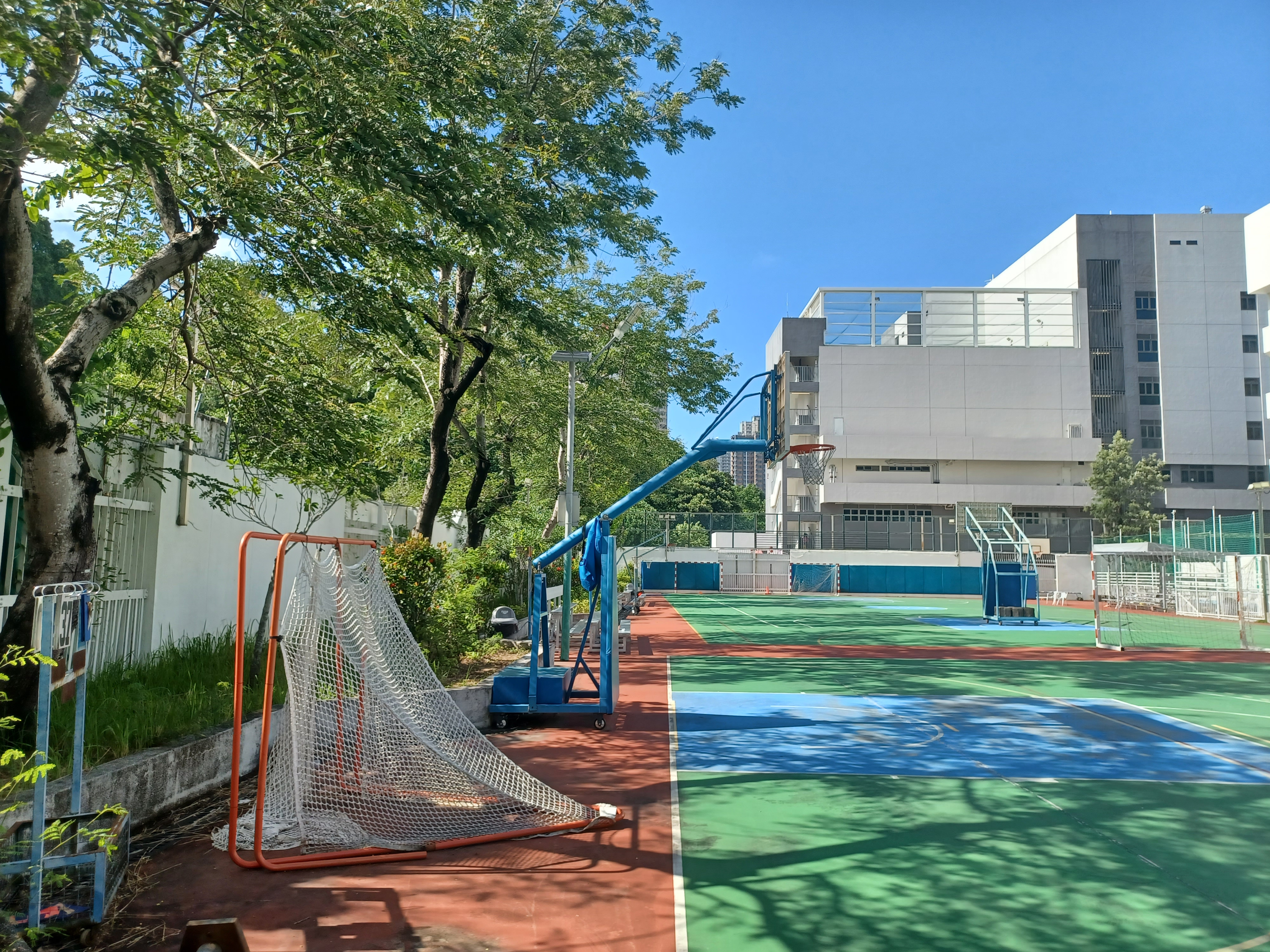

## 附近建築物
- 宣道中學
- 崇真書院
- 山景邨
- 明愛屯門馬登基金中學
- 東灣莫羅瑞華學校

## 資料來源與註釋
1. ↑   (PDF). 差餉物業估價署. 2020-10  [2020-11-15]. （原始内容 (PDF)存档于2021-01-08）.
2. 1 2 3 4 5  . 家庭與學校合作事宜委員會. 2021-12-06  [2022-11-30]. （原始内容存档于2022-01-18）.
3. 1 2 3  . School 一站式升學及學校資訊平台.   [2020-09-11]. （原始内容存档于2020-09-27） （中文（香港））.
4. ↑  . 九龍巴士 (一九三三) 有限公司. 2018-10-08  [2018-12-11]. （原始内容存档于2020-02-19） （中文（香港））.
5. ↑  王明芳. . 香港經濟日報. 2020-06-03  [2020-08-31]. （原始内容存档于2021-12-07） （中文（香港））.
6. 1 2  . 東方日報. 2016-05-08  [2019-03-23]. （原始内容存档于2019-03-23） （中文（香港））.
7. ↑  . 明報. 2016-05-07  [2019-03-23]. （原始内容存档于2019-08-16） （中文（香港））.
8. ↑  蕭洛汶. . 蘋果日報. 2016-05-09  [2019-03-23]. （原始内容存档于2019-08-17） （中文（香港））.
9. ↑  . 明報. 2016-05-09  [2019-03-23] （中文（香港））.
10. ↑  . 明報. 2016-05-10  [2019-03-23] （中文（香港））.

1. ↑  見於學校大閘
2. ↑  榮休後成為永遠名譽校監
3. ↑  於2018年病逝
4. 1 2  原為法團校董會其中一位校董

## 外部連結
- 仁愛堂
- 仁愛堂陳黃淑芳紀念中學 Yan Oi Tong Chan Wong Suk Fong Memorial Secondary School（页面存档备份，存于）
- 仁愛堂陳黃淑芳紀念中學的Facebook專頁
- 仁愛堂陳黃淑芳紀念中學校友會的Facebook專頁